# Goodbye, Miss Turlock
Goodbye, Miss Turlock ist ein US-amerikanischer Kurzfilm aus dem Jahr 1948. Regie führte Edward L. Cahn. Produktion, Drehbuch und die Rolle des Erzählers übernahm John Nesbitt. Goodbye, Miss Turlock gewann bei der Oscarverleihung 1948 den Academy Award für den Besten Kurzfilm. Der von Metro-Goldwyn-Mayer vertriebene Film hatte am 24. Januar 1948 Premiere.

## Handlung
John Nesbitt klagt in seinem Film das Verschwinden der kleinen Landschulen in Amerika an und erinnert sich rückblickend an seine Schulzeit und die strenge, aber geliebte Lehrerin Miss Turlock. Nesbitt erzählt von Mitschülern, und davon dass Miss Turlock offenbar auch am Hinterkopf Augen hatte. Mit der Anbindung der Ortschaft an den Highway wird Miss Turlocks Schule 1940 geschlossen und die deutlich gealterte Lehrerin geht in Rente. An ihrem letzten Schultag versammeln sich die mittlerweile erwachsenen Mitschüler Nesbitts im Schulhaus und verabschieden Miss Turlock ebenso wie die althergebrachte jahrgangsübergreifende Schule. 